# Метрика (поэзия)
Ме́трика (др.-греч. μετρική, от μέτρον — «мера, размер») — многозначный лингвистический и литературоведческий термин:
- Область стиховедения, то же, что Метрическое стихосложение;
- Область стиховедения, учение о строении (любого типа) стихотворной строки (наряду с эвфоникой, учением о сочетании звуков, строфикой, учением о сочетании строк); в таком случае обычно используется выражение «метрика и ритмика» без точного разграничения этих понятий (см. метр).

Термин также (реже) используется в музыкознании, для обобщения композиционно-технических особенностей музыкального метра (например, «метрика Стравинского»).